# Shropshire County Premier Football League
De Shropshire County Premier Football League is een Engelse regionale voetbalcompetitie. Er zijn twee divisies die zich op het 13de en 14de niveau bevinden in de Engelse voetbalpiramide.
De kampioen kan een aanvraag indienen om te promoveren naar de West Midlands Regional League.

## Kampioenen
| Seizoen | Kampioen                        |
| ....    | ....                            |
| ------- | ------------------------------- |
| 1975-76 | Shifnal Town                    |
| ....    |                                 |
| 1987-88 | Champion Jockey                 |
| ....    |                                 |
| 1989-90 | Shifnal Town                    |
| 1990-91 | Albrighton Sports & Social Club |
| 1991-92 | Little Drayton                  |
| 1992-93 | Shifnal Town                    |
| 1993-94 | Meole Brace                     |
| 1994-95 | Tibberton                       |
| 1995-96 | Oakengates Town                 |
| 1996-97 | Star Aluminium                  |
| 1997-98 | Shawbury United                 |
| ....    |                                 |
| 1999-00 | Belvidere                       |
| 2001-02 | Belle Vue Old Boys              |
| 2002-03 | Haughmond                       |
| 2003-04 | Ellesmere Rangers               |
| 2004-05 | Broseley Juniors                |
| 2005-06 | Hanwood United                  |